# Séisme de 1858 de Hietsu
Le séisme de 1858 de Hietsu (飛越地震, Hietsu jishin) a lieu le 9 avril 1858 (selon l'ancien calendrier japonais, le 26 février, ère Ansei 5). Il se produit sur la faille d'Atotsugawa, qui relie le col d'Amō dans la préfecture de Gifu (dans la partie alors appelée province de Hida) et le mont Tate dans la préfecture de Toyama (alors appelée province d'Etchū) sur l'île de Honshū au Japon. Son nom comprend un kanji d'Hida et un d'Etchū. Ce tremblement de terre aurait entraîné la mort de deux cents à trois cents personnes. Il cause également des glissements de terrain du mont Tonbi et bloque le cours supérieur de la Jōganji-gawa.